# ميلدريد غوردون
ميلدريد غوردون (بالإنجليزية: Mildred Gordon)‏ هي عالمة أحياء دقيقة أمريكية، ولدت في 1920، وتوفيت في 1993.